# Regilio Jacobs
Regilio Jacobs (Oss, 12 augustus 1987) is een Nederlands voormalig voetballer die als verdediger speelde.

## Loopbaan
Hij komt uit de jeugdopleiding van TOP Oss waar hij zijn loopbaan begon.
Jacobs maakte zijn debuut in het betaalde voetbal op 21 augustus 2006 tegen FC Emmen. Begin 2011 speelde hij speelde hij voor Tangerang Wolves FC in de Liga Primer Indonesia. In het seizoen 2011/12 speelt hij bij Hoofdklasser Dijkse Boys. Hij speelde vervolgens nog voor RKSV Margriet en RKVV DESO waar hij in 2017 zijn loopbaan besloot.

## Statistieken
| Seizoen | Club    | Wedstrijden | Doelpunten | Competitie     |
| ------- | ------- | ----------- | ---------- | -------------- |
| 2006/07 | TOP Oss | 7           | 1          | Eerste divisie |
| 2007/08 | TOP Oss | 22          | 1          | Eerste divisie |
| 2008/09 | TOP Oss | 23          | 0          | Eerste divisie |
| 2009/10 | FC Oss  | 34          | 0          | Eerste divisie |
| Totaal  |         | 86          | 2          |                |

## Trivia
Op dinsdag 2 november 2011 was Jacobs te zien als een van de deelnemers aan het televisieprogramma New Chicks: Brabantse Nachten op Curaçao. Eind 2015 nam hij deel aan Temptation Island, dat vanaf februari 2016 werd uitgezonden.